# مارتینگیل

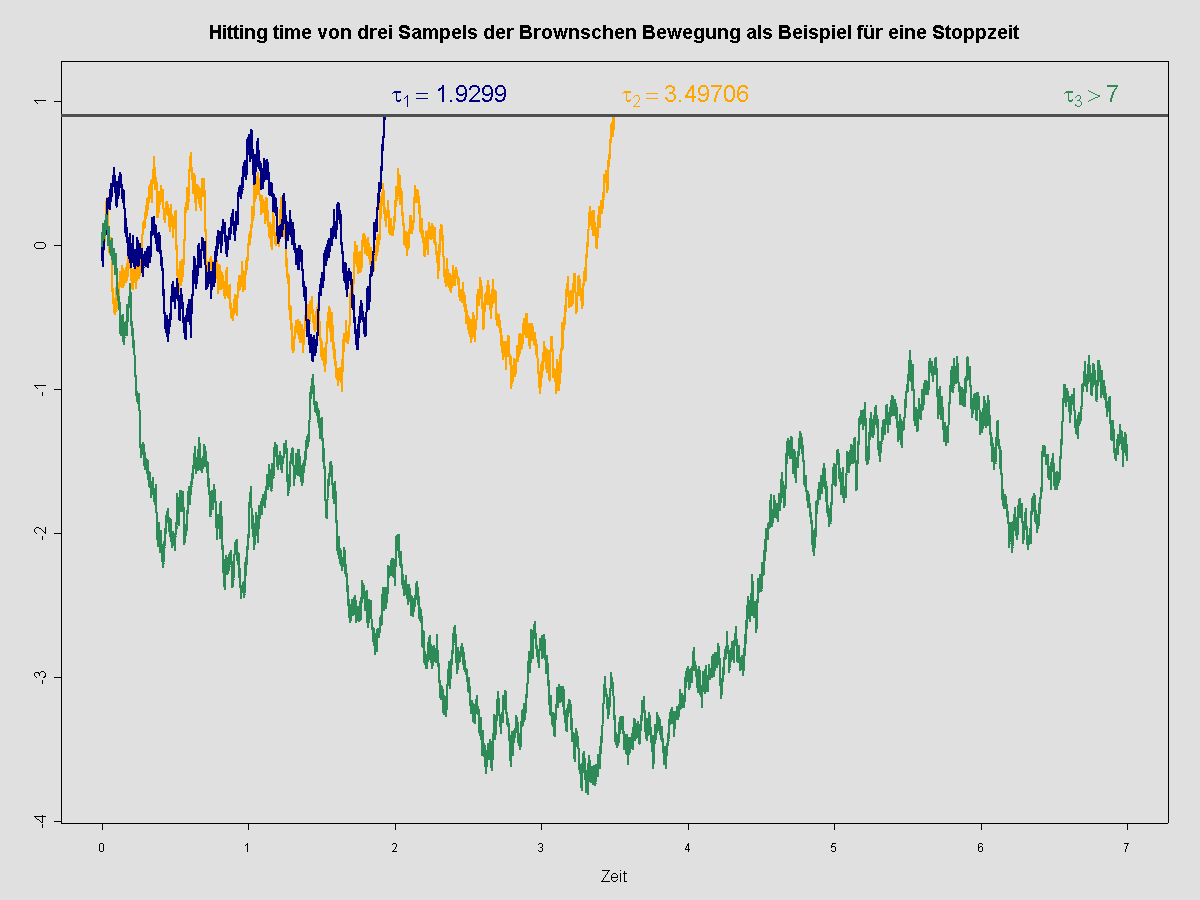
آزمایش پرتاب سکه منصفانه که نشان می‌دهد در آن شانس ورشکست شدن نیز وجود دارد.

در نظریه احتمالات یک مارتینگیل (به انگلیسی: martingale) مدلی از یک بازی منصفانه است که در آن اطلاعات گذشته کمکی در پیشبینی آینده نمی‌کنند. به عبارتی دیگر یک مارتینگیل دنباله ای است از بی‌نهایت متغیر تصادفی (به عبارتی دیگر یک فرایند تصادفی) که در زمانی دلخواه از آن، امید ریاضی مقدار بعدی برابر است با مقدار مشاهده شدهٔ کنونی.

## پیشینه
در اصل، مارتینگیل به دسته‌ای از استراتژی‌های شرط‌بندی که در قرن ۱۸ میلادی در فرانسه پرطرفدار بود، ارجاع داده می‌شود.

## تعریف ریاضی
مارتینگیل به تعریف رسمی ریاضی یک فرایند تصادفی زمان-گسسته است که شرایط زیر را قبول کند
{\displaystyle \mathbf {E} (\vert X_{n}\vert )<\infty }
{\displaystyle \mathbf {E} (X_{n+1}\mid X_{1},\ldots ,X_{n})=X_{n}.}
تعریف زمان پیوستهٔ مارتینگل نیز به شکلی مشابه است.

### مارتینگل نسبت به دنباله‌ای دیگر
دنبالهٔ Y1, Y2, Y3 ... را مارتینگل نسبت به دنبالهٔ X1, X2, X3 ... یک مارتینگل به ازای تمام n می‌نامیم اگر
{\displaystyle \mathbf {E} (\vert Y_{n}\vert )<\infty }
{\displaystyle \mathbf {E} (Y_{n+1}\mid X_{1},\ldots ,X_{n})=Y_{n}.}